# كومنولث كتالونيا

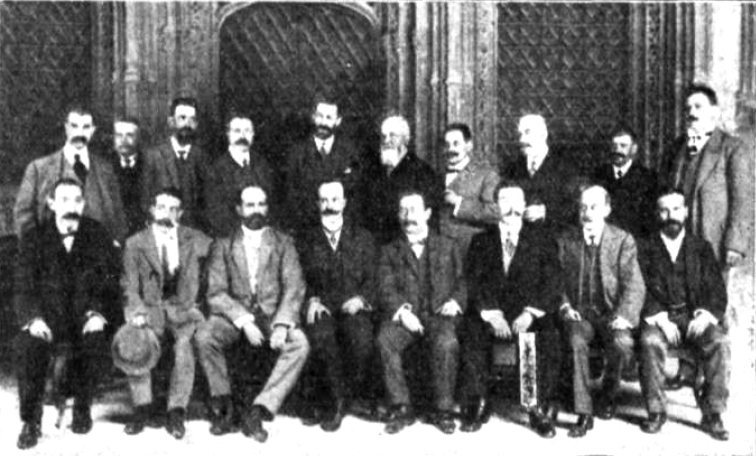
المروجين لمشروع كومنولث كتالونيا في عام 1911

كومنولث كتالونيا (بالكتالونية: Mancomunitat de Catalunya)‏، كانت جمعية تداولية مكونة من أعضاء مجالس مقاطعات كتالونيا الأربع. لقد تم الترويج لها في مراحلها الأخيرة من قبل المجموعة الإقليمية لكاتالونيا، وتمت الموافقة عليها بقوة من خلال استفتاء البلدية في أكتوبر 1913.:8
تم إنشاء الكومنولث في عام 1914 (رمزيًا في الذكرى السنوية المائتين لفقدان المؤسسات الحاكمة المستقلة عن الإدارة المركزية الإسبانية) وتم حلها وحظرها في عام 1925 أثناء ديكتاتورية ميغيل بريمو دي ريفيرا.
ومع أن لها وظائف إدارية فقط ولم تتجاوز صلاحياتها سلطات المجالس الإقليمية، إلا أنها كانت ذات أهمية رمزية وعملية كبيرة: فقد مثلت أول اعتراف من قبل الدولة الإسبانية بهوية كتالونيا ووحدة أراضيها منذ عام 1714.:19وقد كانت مسؤولة عن إنشاء العديد من المؤسسات العامة في مجالات الصحة والثقافة والتعليم الفني والعلوم وخاصة لدعم اللغة الكتالونية.:9

## التاريخ
وافق مجلس النواب في البرلمان الإسباني على إنشاء الكومنولث ولكن بصلاحيات محدودة مقارنة بتلك التي تم أعدها له مروجيه. لم يوافق مجلس الشيوخ الإسباني أبدًا على إنشاء السلطة. في 18 ديسمبر 1913 وقع الملك على القانون الذي يمنح جميع المقاطعات الإسبانية الحق في تجميع نفسها في جمعيات أو كومنولث. كان من المقرر أن تثبت كتالونيا أنها الكومنولث الوحيد الذي تم تشكيله على هذا النحو.
كان أول رئيس لكومنولث كتالونيا هو إنريك برات دي لا ريبا، والثاني كان المهندس المعماري جوسيب بويج إي كادافالش، وكلاهما من المجموعة الإقليمية لكاتالونيا، اللذان قاد برنامجًا لإنشاء بنية تحتية فعالة للطرق والموانئ، والأعمال الهيدروليكية، والسكك الحديدية، والهواتف والجمعيات الخيرية والرعاية الصحية. قام الكومنولث أيضًا بمبادرات لزيادة المحاصيل الزراعية والغابات، وإدخال التحسينات التكنولوجية، وتحسين الخدمات والتعليم، وتعزيز التعليم في التقنيات اللازمة للصناعة الكتالونية.
تم حل الكومنولث وحظره أثناء ديكتاتورية ميغيل بريمو دي ريفيرا في 20 مارس 1925.

## البنية
تشكلت جمعية الكومنولث في البداية من 36 عضوًا من مقاطعة برشلونة و20 من مقاطعات تاراغونا وجيرونا وليدا) فيما انتخب إنريك برات دي لا ريبا، زعيم الرابطة الإقليمية، كرئيس للكومنولث في 6 أبريل 1914. بالإضافة إلى الجمعية والرئيس، يضم الكومنولث مجلسًا تنفيذيًا يتكون من مستشارين من كل مقاطعة.

## الإرث
أنشأ الكومنولث مجموعة من المؤسسات الثقافية والعلمية وعززها (لا يزال معظمها موجودًا حتى اليوم) لإعطاء مكانة أكبر للغة والثقافة الكتالونية، مثل معهد الدراسات الكتالونية، ومكتبة كتالونيا، والمدرسة الصناعية، وكلية الفنون الجميلة الكتالونية، وكلية الدراسات التجارية العليا. أسس برات دي لا ريبا أيضًا مدرسة الإدارة المحلية، وطلب من موظفي الخدمة المدنية الكتالونية حضور هذه المؤسسة.
من الجهود المهمة الأخرى للكومنولث الترويج لعمل بومبيو فابرا، الذي كان مسؤولاً بشكل رئيسي عن نظام الكتابة الكتالونية الحالي والمعايير اللغوية.
في 25 يناير 1919، وافق الكومنولث على مشروع قانون الحكم الذاتي. نص هذا النظام الأساسي على قيام حكومة مستقلة مكونة من برلمان وسلطة تنفيذية وحاكم عام، كما حدد إطارًا ماليًا مستقلًا وحدد سلطات الدولة وحكومة كتالونيا. تم رفض المشروع من قبل الحكومة الإسبانية، لكنه ظل نقطة مرجعية لصياغة قانون قانون الحكم الذاتي لكتالونيا لعام 1932.